# Việt Nam năm 2020
Dưới đây là sự kiện trong năm tại Việt Nam 2020.

## Đương nhiệm
| Ảnh           | Vị trí            | Tên                 |
| ------------- | ----------------- | ------------------- |
|               | Tổng bí thư       | Nguyễn Phú Trọng    |
| Chủ tịch nước |                   | Nguyễn Phú Trọng    |
|               | Thủ tướng         | Nguyễn Xuân Phúc    |
|               | Chủ tịch Quốc hội | Nguyễn Thị Kim Ngân |

## Sự kiện

### Diễn ra trong năm
- Đợt sắp xếp, sáp nhập đơn vị hành chính tại Việt Nam 2019–2021
- Đại dịch COVID-19 tại Việt Nam (dòng thời gian)
- Lũ lụt miền Trung Việt Nam năm 2020
- Năm Du lịch quốc gia 2020
- Trúc Nhi và Diệu Nhi (s. 2019) song sinh dính liền, được tách thành công năm 2020.[1]
- Tranh chấp đất đai tại Đồng Tâm
- Vụ án Đồng Tâm
- Vụ án Hồ Duy Hải
- Vụ án Lương Hữu Phước

### Tháng 1
- 16 tháng 1: Chung kết Miss International Queen Vietnam 2020 tổ chức tại Thành phố Hồ Chí Minh, Phùng Trương Trân Đài giành chiến thắng trong cuộc thi này.

### Tháng 3
- 1 tháng 3: Siêu cúp Bóng đá Quốc gia 2019 tổ chức tại Thành phố Hồ Chí Minh, câu lạc bộ bóng đá Hà Nội lần thứ 3 giành chức vô địch.

### Tháng 4
- 1 tháng 4: Thủ tướng Chính phủ có Quyết định số 447/QĐ-TTg công bố dịch COVID-19 trên phạm vi cả nước.[2]

### Tháng 9
- 20 tháng 9: Chung kết Đường lên đỉnh Olympia năm thứ 20

### Tháng 11
- 20 tháng 11: Chung kết Hoa hậu Việt Nam 2020 tổ chức tại Thành phố Hồ Chí Minh, Đỗ Thị Hà giành chiến thắng trong cuộc thi này.

## Thể thao
- Giải bóng đá nữ vô địch U19 quốc gia 2020
- Giải bóng đá bãi biển vô địch quốc gia 2020
- Giải bóng đá Cúp Quốc gia 2020
- Giải bóng đá Hạng Ba Quốc gia 2020
- Giải bóng đá Hạng Nhất Quốc gia 2020
- Giải bóng đá Hạng Nhì Quốc gia 2020
- Giải bóng đá nữ Cúp Quốc gia 2020
- Giải bóng đá nữ Vô địch Quốc gia 2020
- Giải bóng đá trong nhà cúp quốc gia 2020
- Giải bóng đá trong nhà vô địch quốc gia 2020
- Giải bóng đá Vô địch Quốc gia 2020
- Giải bóng đá Vô địch U-17 Quốc gia 2020
- Giải bóng đá Vô địch U-19 Quốc gia 2020
- Giải bóng đá Vô địch U-21 Quốc gia 2020
- Việt Nam tại Thế vận hội Mùa hè 2020
- VTV Cup 2020

## Văn hóa
- Giải Cánh diều 2020
- Năm Du lịch quốc gia 2020
- Hoa hậu Chuyển giới Việt Nam 2020
- WeChoice Awards 2019
- WeChoice Awards 2020

## Mất

### Tháng 1
- 4 tháng 1: Nguyễn Chánh Tín, 67, diễn viên bộ phim Ván bài lật ngửa.
- 9 tháng 1: Lê Đình Kình, 84, công chức.
- 17 tháng 1: Triều Dâng, 86, nhạc sĩ.
- 25 tháng 1: Trương Thanh Thủy, 34, doanh nhân.

### Tháng 2
- 2 tháng 2: Chiêu Hùng, 54, diễn viên cải lương.
- 4 tháng 2: Nguyễn Văn Chiếu, 70, võ sư Vovinam.[3]
- 18 tháng 2: Vũ Mạnh Dũng, 41, ca sĩ
- 22 tháng 2: Thích Quảng Độ, 91, hòa thượng.
- 24 tháng 2: Phạm Tâm Long, 91, trung tướng Công an nhân dân người Việt Nam.

### Tháng 3

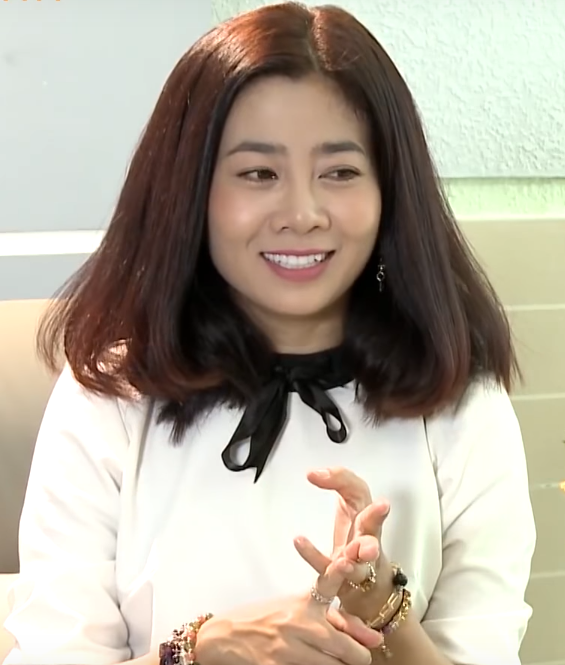
Mai Phương
(1985 – 2020)

- 1 tháng 3: Ngô Quang Tảo, 87-88, Thiếu tướng Quân đội.
- 17 tháng 3: Thái Thanh, 85, ca sĩ.
- 19 tháng 3: Lê Minh Đảo, 87, chính trị gia, tướng lĩnh Việt Nam Cộng hòa
- 28 tháng 3:
  - Phong Nhã, 95, nhạc sĩ.[4]
  - Mai Phương, 35, diễn viên.

### Tháng 4
- 17 tháng 4: Huỳnh Thế Kỳ, 63, Thiếu tướng Công an.
- 25 tháng 4: Đàm Liên, 76, nghệ sĩ tuồng.

### Tháng 5

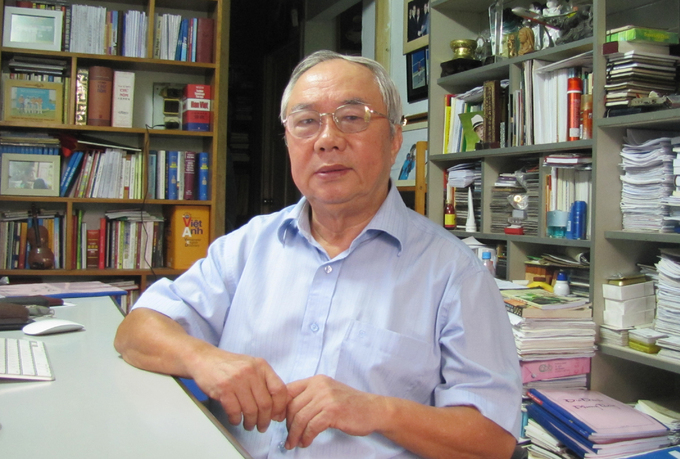
Vũ Mão
(1939 – 2020)

- 3 tháng 5: Nguyễn Đình Hương, 90, nhà chính trị.
- 4 tháng 5: Hà Minh Trí, 84, Đại tá Công an.
- 6 tháng 5: Vũ Đức Sao Biển, 73, nhạc sĩ, nhà văn, nhà báo và nhà giáo.
- 7 tháng 5: Giuse Chu Bảo Ngọc, 98, là một giám mục người Trung Quốc của giáo hội hầm trú được Giáo hội Công giáo Rôma
- 17 tháng 5: Nguyễn Văn Nam, 87, nhạc sĩ.
- 30 tháng 5: Vũ Mão, 80, nhà chính trị, nhà thơ, nhạc sĩ.

### Tháng 6
- 6 tháng 6: Ngô Đức Thịnh, 75-76, giáo sư, tiến sĩ người Việt Nam
- 7 tháng 6: Trần Quang Lộc, 70-71, nhạc sĩ.
- 11 tháng 6:
  - Nguyễn Đức Sơn, 82, nhà thơ.
  - Trần Quốc Hương, 95, nhà chính trị.
- 16 tháng 6: Tuấn Anh, 58, nghệ sĩ cải lương.
- 19 tháng 6: Lê Văn Chiểu, 94, Thiếu tướng.

### Tháng 7
- 2 tháng 7: Dương Thị Minh, 96, mẹ của Nguyễn Thiện Nhân
- 4 tháng 7: Hoàng Yến, 87, diễn viên, Nghệ sĩ ưu tú
- 15 tháng 7: Hoàng Niệm, 95-96, sĩ quan quân đội

### Tháng 8

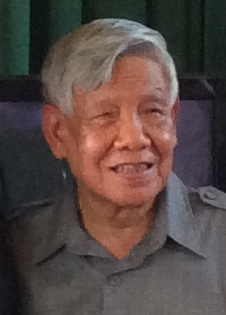
Lê Khả Phiêu
(1931 – 2020)

- 7 tháng 8: Lê Khả Phiêu, 88, nguyên Tổng bí thư Ban Chấp hành Trung ương Đảng Cộng sản Việt Nam.
- 26 tháng 8:
  - Phan Ngọc, 94-95, dịch giả, nhà ngôn ngữ học
  - Trần Phương, 90, diễn viên, đạo diễn
- 29 tháng 8: Đặng Đình Áng, 94, nhà toán học.

### Tháng 9
- 9 tháng 9: Vũ Tú Nam, 90, nhà văn Việt Nam
- 19 tháng 9: 
  - Phó Đức Phương, 76, nhạc sĩ.
  - Hoàng Kim, 92, Thiếu tướng.

### Tháng 10
- 13 tháng 10:
  - Nguyễn Hữu Hùng, 50, Thiếu tướng Quân đội.
  - Nguyễn Văn Man, 54, tướng Quân đội.
- 21 tháng 10: Nam Hùng, 83, nghệ sĩ ưu tú, nghệ sĩ cải lương.
- 22 tháng 10: Lý Huỳnh, 78, võ sư.
- 26 tháng 10: Văn Ký, 92, nhạc sĩ.

### Tháng 11
- 1 tháng 11: Ánh Hoa, 79, nghệ sĩ cải lương, diễn viên truyền hình.
- 2 tháng 11: Ngọc Cẩm, 90, ca sĩ, vợ của nhạc sĩ Nguyễn Hữu Thiết.
- 9 tháng 11: 
  - Lê Dinh, 86, nhạc sĩ.
  - Đinh Văn K'Rể, 11, học sinh.
- 22 tháng 11:
  - Đoàn Tử Huyến, 67-68, dịch giả.
  - Nguyễn Xuân Sanh, 100, nhà thơ, dịch giả.
- 29 tháng 11: Mai Hương, 78, ca sĩ người Mỹ gốc Việt Nam.

### Tháng 12

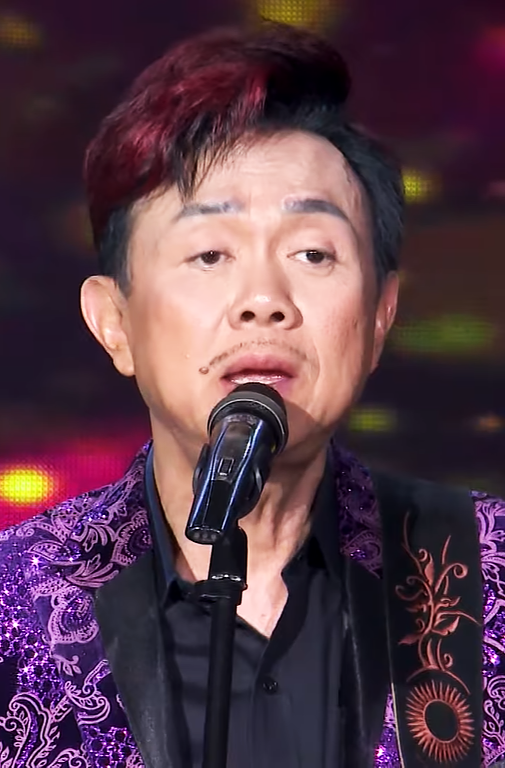
Chí Tài
(1958 – 2020)

- 9 tháng 12: Chí Tài, 62, nghệ sĩ, diễn viên hài.[5]
- 18 tháng 12: Kim Lee, 58, drag queen
- 22 tháng 12: Lam Phương, 83, nhạc sĩ người Việt Nam.[6][7]
- 25 tháng 12: Hề Sa, 79, nghệ sĩ cải lương
- 29 tháng 12: Vân Quang Long, 41, ca sĩ người Việt Nam